# John P. Morrissey
John Patrick Morrissey (geboren am 31. Dezember 1968 in Cork, Irland) ist ein irischer Mikrobiologe und Biotechnologe. Seit 2000 arbeitet und lehrt er als Professor für Mikrobiologie am University College Cork. Er arbeitet vor allem an der Optimierung von Hefen für die Industrielle Biotechnologie, befasst sich jedoch auch mit zahlreichen weiteren Organismen.

## Leben und Werk
John Morrissey studierte Mikrobiologie am University College Cork und schloss dieses Studium 1990 mit einem Bachelor in Science ab. Nach diesem Abschluss wechselte er zum European Molecular Biology Laboratory (EMBL) nach Heidelberg und arbeitete dort in der Arbeitsgruppe von David Tollervey an seiner Doktorarbeit im Bereich der Molekularbiologie der Hefen, vor allem an spezifischen snoRNA und der Bildung der rRNA bei der Bäckerhefe (Saccharomyces cerevisiae). Er wurde 1994 für seine Arbeiten promoviert und ging als Postdoktorand von 1995 bis 1997 an die University of California, Berkeley, in den Vereinigten Staaten.
Von 1998 bis 2000 arbeitete und forschte er am John Innes Centre (JIC) im englischen Norwich und beschäftigte sich mit Resistenzen von Pilzen gegenüber von Pflanzen produzierten Antibiotika und natürlichen Fungiziden. Diese Arbeiten führte er fort, nachdem er im Jahr 2000 an das University College Cork wechselte und dort vor allem mit dem Mikrobiologen Fergal O’Gara zusammenarbeitete, um die Interaktionen von Wurzelbakterien mit ihren Wirtspflanzen und deren fungiziden Eigenschaften zu untersuchen. Seit 2003 leitet Morrissey seine eigene Forschungsgruppe als Professor für Mikrobiologe am UCC, deren Forschungsschwerpunkte anfänglich weiter an die vorherigen Arbeiten anknüpften. So untersuchte Morrissey weiterhin die ökologischen Beziehungen von Bakterien im Wurzelsystem von Pflanzen, die fungiziden Wirkungen von wurzelassoziierten Pseudomonas-Arten sowie deren potenzielle Nutzung in der Umweltbiotechnologie sowie generelle biochemische Beziehungen zwischen Bakterien und Pilzen. Ab 2010 beschäftigte sich Morrissey zudem mit der biotechnologischen Nutzung und Metagenomik von Meeresorganismen, vor allem von Schwämmen (Porifera), zu denen er auch mehrere Buchbeiträge schrieb.
Seine aktuellen Schwerpunkte liegen auf der Molekularbiologie und Mikroökologie der Hefen sowie der Nutzung von genetisch angepassten Hefezellen für die industrielle Biotechnologie. Dabei konzentriert sich Morrissey vor allem auf die Nutzung von Kluyveromyces marxianus. Unter anderen Projekten leitet er die europäischen Forschungsprojekte YEASTCELL (bis 2017), YEASTDOC und CHASSY mit einem Fokus auf Hefen als Produktionsorganismen.

## Auszeichnungen und Funktionen
John P. Morrissey ist Mitglied des Editorial Board der Fachzeitschrift FEMS Yeast Research. Er ist zudem Mitglied und Repräsentant für Irland der International Commission on Yeasts (ICY) und war von 2013 bis 2017 gewählter Vorsitzender der Eukaryoten-Sektion der Society for General Microbiology (SGM). Er ist zudem Mitglied des Vorstands der Microbial Physiology Section der European Federation of Biotechnology.

## Veröffentlichungen (Auswahl)
John P. Morrissey veröffentlicht regelmäßig Fachbeiträge zu seinen Forschungstätigkeiten in wissenschaftlichen Zeitschriften. Es handelt sich dabei sowohl um Beiträge originärer Forschung wie auch um Review-Beiträge zentraler Themen der Molekularbiologie und Biotechnologie, darunter:
- Yves Henry, Heather Wood, John P. Morrissey, Elisabeth Petfalski, Stephen Kearsey, David Tollervey: The 5′ end of yeast 5.8 S rRNA is generated by exonucleases from an upstream cleavage site. The EMBO journal 13 (10), 1994; S. 2452–2463. (Volltext)
- John P. Morrissey, Anne E. Osbourn: Fungal Resistance to Plant Antibiotics as a Mechanism of Pathogenesis. Microbiology and Molecular Biology Reviews 63 (3), September 1999; S. 708–724.
- Ultan F. Walsh, John P. Morrissey, Fergal O’Gara: Pseudomonas for biocontrol of phytopathogens: from functional genomics to commercial exploitation. Current Opinion in Biotechnology 12 (3), 2001; S. 289–295. doi:10.1016/S0958-1669(00)00212-3
- M.M. Lane, J.P. Morrissey: Kluyveromyces marxianus: A yeast emerging from its sister's shadow. Fungal Biology Reviews 24 (1), 2010; S. 17–26. doi:10.1016/j.fbr.2010.01.001
- Jonathan Kennedy, Burkhardt Flemer, Stephen A. Jackson, David P.H. Lejon, John P. Morrissey, Fergal O’Gara, Alan D.W. Dobson: Marine metagenomics: new tools for the study and exploitation of marine microbial metabolism. Marine Drugs 8 (3), 2010; S. 608–628. doi:10.3390/md8030608
- Leonie Baumann, Arun S. Rajkumar, John P. Morrissey, Eckhard Boles, Mislav Oreb: A Yeast-Based Biosensor for Screening of Short- and Medium-Chain Fatty Acid Production. ACS Synthetic Biology 7 (11), 2018; pp 2640–2646. doi:10.1021/acssynbio.8b00309.

## Belege
1. ↑  John P. Morrissey, David Tollervey: Yeast snR30 is a small nucleolar RNA required for 18S rRNA synthesis. Molecular and Cellular Biology 13 (4), 1994; S. 2469–2477. (Volltext).
2. ↑  Yves Henry, Heather Wood, John P. Morrissey, Elisabeth Petfalski, Stephen Kearsey, David Tollervey: The 5′ end of yeast 5.8 S rRNA is generated by exonucleases from an upstream cleavage site. The EMBO journal 13 (10), 1994; S. 2452–2463. (Volltext).
3. ↑  John P. Morrissey, David Tollervey: Birth of the snoRNPs: the evolution of RNase MRP and the eukaryotic pre-rRNA-processing system. Trends in Biochemical Sciences 20 (2), 1995; S. 78–82. doi:10.1016/S0968-0004(00)88962-8.
4. 1 2 3  John Morrissey, Biografie am University College Cork; abgerufen am 29. März 2019.
5. ↑  John P. Morrissey, Anne E. Osbourn: Fungal Resistance to Plant Antibiotics as a Mechanism of Pathogenesis. Microbiology and Molecular Biology Reviews 63 (3), September 1999; S. 708–724. (Volltext)
6. ↑  Ultan F Walsh, John P Morrissey, Fergal O’Gara: Pseudomonas for biocontrol of phytopathogens: from functional genomics to commercial exploitation. Current Opinion in Biotechnology 12 (3), 2001; S. 289–295. doi:10.1016/S0958-1669(00)00212-3, Volltext (Memento des Originals vom 3. März 2019 im Internet Archive)  Info: Der Archivlink wurde automatisch eingesetzt und noch nicht geprüft. Bitte prüfe Original- und Archivlink gemäß Anleitung und entferne dann diesen Hinweis..
7. ↑  G. Louise Mark, J. Maxwell Dow, Patrick D. Kiely, Hazel Higgins, Jill Haynes, Christine Baysse, Abdelhamid Abbas, Tara Foley, Ashley Franks, John Morrissey, Fergal O’Gara: Transcriptome profiling of bacterial responses to root exudates identifies genes involved in microbe-plant interactions. Proceedings of the National Academy of Sciences 102 (48), 2005; S. 17454–17459. doi:10.1073/pnas.0506407102.
8. ↑  Genevieve L. Mark, John P. Morrissey, P. Higgins, Fergal O’Gara: Molecular-based strategies to exploit Pseudomonas biocontrol strains for environmental biotechnology applications. FEMS Microbiology Ecology 56 (2), 2006; S. 167–177. doi:10.1111/j.1574-6941.2006.00056.x.
9. ↑  Gordon McAlester, Fergal O’Gara, John P Morrissey: Signal-mediated interactions between Pseudomonas aeruginosa and Candida albicans. Journal of medical microbiology 57 (5), 2008; S. 563–569. doi:10.1099/jmm.0.47705-0.
10. ↑  Jonathan Kennedy, Burkhardt Flemer, Stephen A Jackson, David PH Lejon, John P Morrissey, Fergal O’gara, Alan DW Dobson: Marine metagenomics: new tools for the study and exploitation of marine microbial metabolism. Marine Drugs 8 (3), 2010; S. 608–628. doi:10.3390/md8030608.
11. ↑  P.W. Baker, J. Kennedy, J. Morrissey, Fergal O’Gara, A.D.W. Dobson, Julian Roberto Marchesi: Endoglucanase activities and growth of marine‐derived fungi isolated from the sponge Haliclona simulans. Journal of Applied Microbiology 108 (5), 2010; S. 1668–1675. doi:10.1111/j.1365-2672.2009.04563.x.
12. ↑  J. Kennedy, S.A. Jackson, J.P. Morrissey, F. O’Gara, A.D.W. Dobson: Marine Invertebrate Animal Metagenomics, Porifera. In: Encyclopedia of Metagenomics. Springer, New York City 2013.
13. ↑  S.A. Jackson, J. Kennedy, L.M. Margassery, B. Flemer, N.D. O’ Leary, J.P. Morrissey, F. O’Gara, A.D.W. Dobson: Marine sponges –Molecular Biology and Biotechnology. In: Handbook of Marine Biotechnology. Springer, New York City 2013.
14. ↑  M.M. Lane, J.P. Morrissey: Kluyveromyces marxianus: A yeast emerging from its sister's shadow. Fungal Biology Reviews 24 (1), 2010; S. 17–26. doi:10.1016/j.fbr.2010.01.001.
15. ↑  John P. Morrissey, Maria M.W. Etschmann, Jens Schrader, Gustavo M. de Billerbeck: Cell factory applications of the yeast Kluyveromyces marxianus for the biotechnological production of natural flavour and fragrance molecules. Yeast 32 (1), 2015; S. 3–16. doi:10.1002/yea.3054.
16. ↑  J. Morrissey, J. Varela, R. Ortiz, K. Wolfe: Adaptation of the yeast Kluyveromyces marxianus to a biotechnological niche. New Biotechnology 44, S7.
17. ↑  Hannes Juergens, Javier A. Varela, Arthur R. Gorter de Vries, Thomas Perli, Veronica J.M. Gast, Nikola Y. Gyurchev, Arun S. Rajkumar, Robert Mans, Jack T. Pronk, John P. Morrissey, Jean-Marc G. Daran: Genome editing in Kluyveromyces and Ogataea yeasts using a broad-host-range Cas9/gRNA co-expression plasmid. FEMS Yeast Researc 18 (3), 2018; S. foy012. doi:10.1093/femsyr/foy012.
18. ↑  Offizielle Homepage des Projektes „YEASTCELL“, abgerufen am 1. April 2019.
19. ↑  Yeast Cell Factories: Training Researchers to Apply Modern Post-Genomic Methods In Yeast Biotechnology (YEASTCELL) in der Projektdatenbank CORDIS, abgerufen am 1. April 2019.
20. ↑  Offizielle Homepage des Projektes „YEASTDOC“, abgerufen am 2. April 2019.
21. ↑  Yeast Biotechnology Doctoral Training Programme (YEASTDOC) in der Projektdatenbank CORDIS, abgerufen am 2. April 2019.
22. ↑  Offizielle Homepage (Memento des Originals vom 29. März 2019 im Internet Archive)  Info: Der Archivlink wurde automatisch eingesetzt und noch nicht geprüft. Bitte prüfe Original- und Archivlink gemäß Anleitung und entferne dann diesen Hinweis. des Projektes „CHASSY“, abgerufen am 1. April 2019.
23. ↑  Model-Based Construction And Optimisation Of Versatile Chassis Yeast Strains For Production Of Valuable Lipid And Aromatic Compounds (CHASSY) in der Projektdatenbank CORDIS, abgerufen am 1. April 2019.
24. ↑  Section Board der European Federation of Biotechnology, abgerufen am 4. April 2019.
25. ↑  Publikationen von J. Morrissey bei Google Scholar; abgerufen am 29. März 2019.